# 趙貞麟
趙貞麟（韓語：조정린，1984年8月24日—），前韓國女演員，現於TV朝鮮政治部任職記者。

## 演出作品

### 電視劇
- 2002年：SBS《射星》
- 2004年：MBC《說你愛我》
- 2004年：MBC《男生女生向前走》
- 2006年：KBS《19歲的純情》
- 2008年：MBC《每天夜晚》

## 獲獎
- 2003年：MBC 廣播文藝對象展覽綜合節目部門新人獎
- 2005年：MBC廣播文藝對象komedishitsueishon.喜劇部門優秀獎

## 外部連結
- 趙貞麟取材的報道 - Naver （页面存档备份，存于）